# Pastoralis praeminentiae
Pastoralis praeminentiæ je papeška bula, ki jo je napisal papež Klemen V. 22. novembra 1307.
S to bulo je papež Klemen V. odredil aretacijo vitezov templjarjev in zaplembo njihovega premoženja. Tej so sledile še druge bule: Fasciens misericordiam, Regnans in coelis, Vox in excelso in Ad providam.
Bula je temeljila na neutemeljenih obtožbah; napisal jo je zaradi tega, ker so imeli templjarji velik vpliv v srednjeveški Evropi. Izdal jo je pod vplivom francoskega kralja Filipa IV.